# Myrmotherula cherriei
El hormiguerito de Cherrie  (Myrmotherula cherriei), también denominado hormiguerito de igapó (en Venezuela), es una especie de ave paseriforme de la familia Thamnophilidae perteneciente al numeroso género Myrmotherula. Es nativo del cuadrante noroeste de la cuenca amazónica en América del Sur.

## Distribución y hábitat
Se distribuye desde el sureste de Colombia (Vichada y Meta hasta Vaupés), suroeste de Venezuela (Amazonas) y noroeste de Brasil (cuencas del río Negro y bajo río Branco); también localmente en el noreste de Perú (a lo largo de los ríos Tigre y Nanay, Loreto).

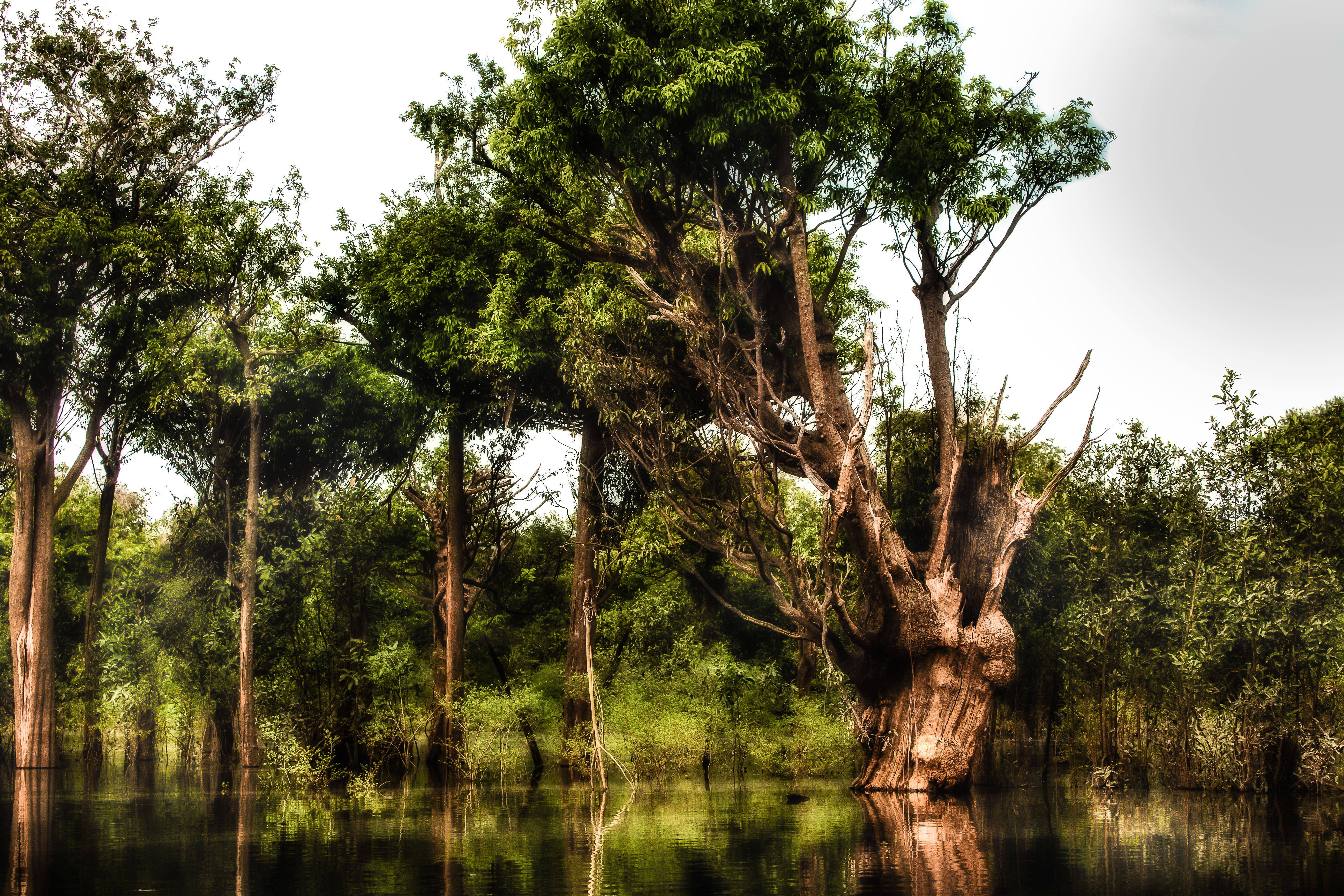
Bosque inundado en las islas Anavilhanas, uno de los hábitats típicos de la especie.

Esta especie es localmente bastante común en bordes arbustivos de bosques en galería, bordes de bosques de várzea y bosques de suelos arenosos. La distribución está estrechamente relacionada con regiones de aguas negras, generalmente en suelos arenosos blancos. Hasta los 500 m de altitud.

## Descripción
Mide entre 9 y 10 cm de longitud y pesa entre 7,5 y 9 g. El macho es negro por arriba, estriado de blanco y  no presenta el parche dorsal blanco como su similar Myrmotherula multostriata; las alas son negras con dos barras blancas; por abajo es blanca con anchas estrías negras. La hembra tiene una corona negra con estrechas estrías pardo amarillentas y el color de base de las partes inferiores es ocráceo uniforme estriado de negro, no blanquecino en la región ventral. Las plumas de la cola son bordeadas y terminan en puntas blancas.

## Comportamiento
Generalmente anda en pareja o en pequeños grupos que forrajean a baja altura en arbustos y árboles bajos cerca de agua, frecuentemente donde la vegetación está parcialmente sumergida. La mayor parte del tiempo no se une a bandadas mixtas, aunque algunas veces sabe juntarse a otros pequeños hormigueros.

### Alimentación
Su dieta es poco conocida. Se alimenta de una variedad de pequeños insectos, particularmente pequeñas larvas de lepidópteros; también de arañas.

### Reproducción
Sus hábitos reproductivos son poco conocidos. Un nido fue encontrado en Brasil en septiembre, descrito como una bolsa pendiente de cerca de 6 cm de profundidad.

### Vocalización
Su canto, bien particular, es un rateado mecánico poco musical, «trrrrrrrrrrrrr»; también emite unos llamados más musicales «chiiyp» y «chii-du».

## Sistemática

### Descripción original
La especie M. cherriei fue descrita por primera vez por los ornitólogos alemanes Hans von Berlepsch y Ernst Hartert en 1902 bajo el mismo nombre científico; localidad tipo «Puerto Ayacucho, Amazonas, Venezuela».

### Etimología
El nombre genérico femenino «Myrmotherula» es un diminutivo del género Myrmothera, del griego «murmos»: hormiga y «thēras»: cazador; significando «pequeño cazador de hormigas»; y el nombre de la especie «cherriei», conmemora al ornitólogo y colector estadounidense George Kruck Cherrie (1865-1948).

### Taxonomía
Los datos genéticos y morfológicos indican que esta especie, junto a Myrmotherula brachyura, M. ignota, M. ambigua, M. sclateri, M. surinamensis, M. pacifica, M. multostriata, M. klagesi y M. longicauda representan un grupo monofilético: el grupo de hormigueritos estriados.
Parece ser pariente más próxima con M. pacifica, de quien difiere por la mayor palidez y frente y parte inferior más estriadas de la hembra y por la mandíbula inferior negra del macho, y por la vocalización. Es monotípica.